# 針式底火
針式底火（Pinfire）顧名思義就是子彈底火中以針狀物擊發子彈的結構。一般底火擊發方式為擊槌擊打彈殼的底部與以擊發子彈，例如凸緣式底火；或者擊槌擊打槍機中的撞針，撞針向前突撞彈殼底火擊發子彈，例如中心式底火。
針式底火完全異於兩者；它的位置在彈殼底部中央，另外有一根預留的細小浮動撞針從外連結，斜插入彈殼扺在底火上，槍枝的擊槌就必須打在這根小小的撞針上來擊發子彈。

## 歷史
針式底火可以說是自從金屬彈殼發明以來最早也最實際的發明；由卡西米爾·勒福舍於1828年發明，但是一直到1835年才取得專利。然而喀希米爾的發明與專利卻又一直要到1852年他過世之後，才由他的兒子尤金·勒福舍（Eugene Lefaucheaux）推廣，並於1850年代到1880年代大行其道一時。
尤金將這種彈藥運用在左輪手槍上，因此又被稱為「勒福舍手槍」（Lefaucheux pistols），並且大量生產。勒福舍子彈與手槍的流行原因為相對於其他的後膛裝填小口徑武器來說，它的子彈裝填比較容易並且快速，所以人們只好容忍子彈上的撞針往往所引起的麻煩與困擾，更甚者在彈藥受潮的狀況下，勒佛歇子彈比其他子彈還要來的可靠一些，能夠發射的機率比較大。憑藉著這些當時的優點，靠著針式底火起家的勒佛歇子彈就如火如荼地流行起來，並且製造出各種口徑，從5mm~15mm不等，甚至更大的子彈口徑都有。
當時歐陸各國陸軍，包括法國、義大利、西班牙、瑞士以及瑞典等國家也就廣泛地採用這種子彈，連美國也在南北戰爭之中大量引進 1854 年式勒福舍左輪供騎兵使用，儘管許多美國官兵仍然比較偏好柯特製造公司與其他本土軍火商生產的前膛裝填左輪在有效射程內的威力優勢。
有些國家的海軍也跟進採用。這些“海軍勤務”的彈藥通常使用黃銅製的彈殼以增加對海上空氣裡鹽分侵蝕的抵抗力。
針式底火最後還是被凸緣式底火以及中央式底火所取代，原因就在於前面所提到的問題；採用其他兩種底火的子彈裝填槍枝速度絕對比針式底火子彈快上好幾倍，裝填針式底火子彈必須對準膛室藥室後方的導槽，而不像其他兩種底火的子彈只要直接塞進藥室或者彈倉/匣，反過來說針式底火子彈是不能用在彈倉/彈匣中；如果射手因為不論是裝填、搬運、攜帶針式底火子彈時，只要抵觸到彈殼上小小的撞針，就會發生走火而造成意外。所以在初期沒有競爭者以及趕時髦的情形下，從1890年最後一款採用針式底火子彈的左輪槍出場以後，呼風喚雨一時的勒佛歇式針式底火子彈就落寞地退出歷史舞臺了。

## 現況
儘管針式底火子彈不再是主流，並不代表已經完全停產。有些廠商針對古董槍玩家仍然在進行製造與販售，甚至超迷你小槍，例如口徑只有2mm而已，也適用於針式底火；凸緣式底火與中心式底火的威力太大，會把這麼小的彈頭直接在槍膛中炸碎。針式底火也可以重新裝填，不過複雜程度有過柏丹式底火而無不及。

## 連結
- Pinfire handguns 針式底火手槍 （页面存档备份，存于）
- How to Reload pinfire catridges 針式底火子彈裝填辦法 （页面存档备份，存于）

## 相關資訊
- 手槍子彈列表
- 步槍子彈列表
- 凸緣式底火
- 中央式底火
- 子彈